# Großsteingrab Nødebo 1
Das Großsteingrab Nødebo 1 ist eine megalithische Grabanlage der jungsteinzeitlichen Nordgruppe der Trichterbecherkultur im Kirchspiel Nødebo in der dänischen Kommune Hillerød.

## Lage
Das Grab liegt nordwestlich von Nødebo im Waldgebiet Gribskov.

## Beschreibung
Die Anlage besitzt eine runde Hügelschüttung mit einem Durchmesser von 6 m. Von der Umfassung sind noch zwölf Steine erhalten. In der Mitte des Hügels befindet sich die Grabkammer, die wohl als kleiner Dolmen anzusprechen ist. Von der Kammer sind nur noch der westliche und der nördliche Wandstein erhalten.